# 六分儀座V4045
六分儀座V4045，又名CD-2814268，HD 166469、SAO 186444、HR 6802，是六分儀座的一颗恒星，视星等为6.51，位于銀經2.9，銀緯-4.98，其B1900.0坐标为赤經18h 5m 36.8s，赤緯-28° -4.98′ 22″。